# Saint-Didier, Vaucluse
Saint-Didier este o comună în departamentul Vaucluse din sud-estul Franței. În 2009 avea o populație de 2.106 de locuitori.

## Evoluția populației
| An        | 1975  | 1982  | 1990  | 1999  | 2006  | 2009  |
| --------- | ----- | ----- | ----- | ----- | ----- | ----- |
| Populație | 1.067 | 1.313 | 1.657 | 1.847 | 2.024 | 2.106 |